# De Groene Lantaarn
De Groene Lantaarn is een restaurant in Staphorst van gastvrouw en sommelier Cindy Borger en haar partner chef-kok Jarno Eggen. De eetgelegenheid heeft sinds 2016 twee Michelinsterren.

## Locatie
In het voorjaar van 2019 betrok het restaurant een pand in het Overijsselse Staphorst, waar voorheen restaurant De Molenmeester gevestigd was. Het etablissement is eigendom van de uitbaters. In de tien jaar daarvoor, vanaf 2009, werd in de Drentse buurtschap Ten Arlo bij Zuidwolde, een 18e-eeuwse hallenhuisboerderij gehuurd, inclusief bijgebouwen, boomgaard en kruiden- en groentetuin. Die voormalige boerderij werd tot 2009 uitgebaat door de familie Jager onder de naam In de Groene Lantaarn.

## Geschiedenis
Eggen en Borger hadden eerder in tweesterrenrestaurant De Lindenhof in Giethoorn acht jaar samengewerkt als chef-kok en gastvrouw-sommelier. In 2009 openen zij samen De Groene Lantaarn.
Op 22 november 2010 kreeg De Groene Lantaarn in de Michelingids voor 2011 een Michelinster. In november 2010 was het restaurant de hoogste nieuwe binnenkomer op de ranglijst van het culinaire blad Lekker met plaats 43. Op 7 december 2015 kreeg De Groene Lantaarn een tweede Michelinster in de Michelingids voor 2016.
Eggen won als chef internationale prijzen tijdens wedstrijden. De equipe Eggen/Borger won in 2009 en 2012 de internationale finale van Copa Jerez in Spanje. Borger werd tweemaal verkozen tot beste gastvrouw van Nederland.